# Våxtorps församling
Våxtorps församling var en församling i Göteborgs stift. Församlingen uppgick 2006 i Hasslöv-Våxtorps församling.
Församlingskyrka var Våxtorps kyrka.

## Administrativ historik
Församlingen har medeltida ursprung. Församlingen var till 2006 annexförsamling i pastoratet Hasslöv och Våxtorp. Församlingen uppgick 2006 i Hasslöv-Våxtorps församling.
Församlingskod var 138103.